# Malapterurus barbatus
Malapterurus barbatus es una especie de peces de la familia Malapteruridae en el orden de los Siluriformes.

## Morfología
• Los machos pueden llegar alcanzar los 21,5 cm de longitud total.
- Número de  vértebras: 38-41.[3]

## Hábitat
Es un pez de agua dulce.

## Distribución geográfica
Se encuentran en África: desde el río Kolente (Sierra Leona y Guinea) hasta el río Borlor (Liberia ).